# Massimo Podenzana
Massimo Podenzana, nacido el 29 de julio de 1961 en La Spezia, en Liguria, es un antiguo ciclista italiano, que fue profesional de 1987 a 2001.

## Biografía
A lo largo de su carrera, Massimo Podenzana ganó dos títulos de campeón de Italia en ruta en 1993 y en 1994. Fue vencedor de etapa en el Giro de Italia 1988 y en el Tour de Francia 1996. Podenzana fue entre 1997 y 2002 uno de los fieles gregarios de Marco Pantani, lo que no le impidió conseguir grandes resultados, como un segundo puesto en la crono final del Giro de Italia 1998 y donde acabó undécimo de la general. Ese año, Podenzana acompañó a Pantani en su victoria en el Tour de Francia.
En 2002, se convirtió en director deportivo. Desde 2005, ejerce sus funciones en el equipo Ceramica Flaminia.

## Palmarés
1985
- 3º en el Campeonato del mundo en contrarreloj por equipos

1986
- 2.º en el Campeonato del mundo en contrarreloj por equipos

1988
- 1 etapa del Giro de Italia

1993
- Campeonato de Italia en Ruta
- Gran Premio Ciudad de Camaiore
- G. P. Industria y Comercio de Prato

1994
- Campeonato de Italia en Ruta
- Trofeo Melinda

1995
- Giro de Toscana

1996
- 1 etapa del Tour de Francia

1999
- Gran Premio Industria y Artigianato-Larciano

## Resultados en las grandes vueltas
| Carrera         | 1987 | 1988 | 1989 | 1990 | 1991 | 1992 | 1993 | 1994 | 1995 | 1996 | 1997 | 1998 | 1999 | 2000 | 2001 |
| --------------- | ---- | ---- | ---- | ---- | ---- | ---- | ---- | ---- | ---- | ---- | ---- | ---- | ---- | ---- | ---- |
| Giro de Italia  | Ab.  | 41.º | Ab.  | 37.º | 52.º | 79.º | 53.º | 7.º  | Ab.  | -    | 17º  | 11º  | Ab.  | -    | -    |
| Tour de Francia | -    | -    | -    | -    | -    | -    | -    | -    | 26º  | 61.º | 24.º | 37.º | -    | 73.º | -    |
| Vuelta a España | -    | -    | -    | -    | -    | -    | 74.º | 29.º | -    | -    | -    | -    | -    | -    | -    |
| Mundial en Ruta | -    | -    | -    | -    | -    | -    | 31.º | -    | -    | -    | -    | -    | -    | -    | -    |